# DRD4
Gen DRD4 là một biến thể gen người.
Theo nghiên cứu của các nhà khoa học của Đại học Binghamton tại Mỹ, đa số những người sở hữu gene này sẽ có ham muốn tình dục bừa bãi. Đa số họ thích những tình yêu chớp nhoáng.
Dopamine là chất truyền dẫn thần kinh gây cảm giác hưng phấn trong cơ thể con người và gen DRD4 tác động đến nồng độ đó của nó. Một loại phiên bản của gen làm tăng nồng độ dopamine trong não khiến con người muốn tìm những cảm giác mạnh.
Những người mang gen này sẽ thích tìm chuyện tình dục bừa bãi nhiều hơn gấp 2 lần so với nhóm mang phiên bản khác. Tuy nhiên không phải những người sở hữu loại gen này đều thuộc dạng người không chung thủy và tìm kiếm tình dục với nhiều người.